# Sattendorf (Gemeinde Treffen am Ossiacher See)
Sattendorf ist ein Dorf, eine Ortschaft und eine Katastralgemeinde in der Gemeinde Treffen am Ossiacher See mit 267 Einwohnern (Stand 1. Jänner 2024) im Bezirk Villach-Land in Kärnten, Österreich.

## Geographie

### Lage
Sattendorf liegt am Nordufer des Ossiacher Sees.

### Nachbarorte
|           | Kanzelhöhe                                  | Deutschberg |
| Annenheim | Kompassrose, die auf Nachbargemeinden zeigt |             |
|           |                                             |             |

## Verkehr

### Straßen
Durch das Dorf führt die Ossiacher Straße.

### Öffentlicher Verkehr

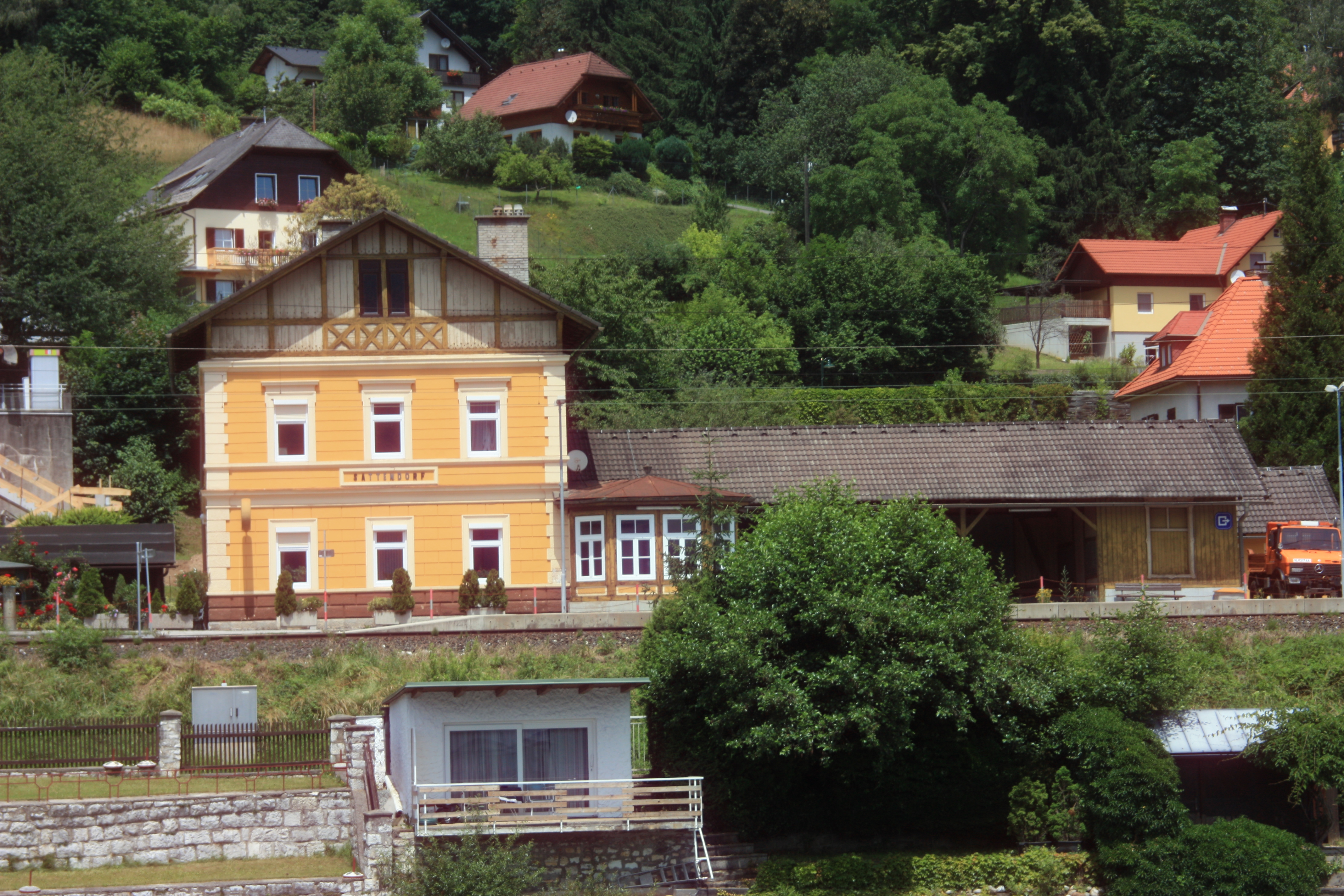
Bahnhof Sattendorf

Die Haltestelle Sattendorf wird von der S-Bahn-Linie S2 bedient, außerdem werden die Haltestellen Sattendorf Bahnhof, ~Niederdorfer von der Linien 50 und 5177 angefahren.